# 중마동
중마동(中馬洞)은 대한민국 전라남도 광양시의 동이다.

## 개요
중마동은 8만 동광양시의 심장부로서 광양컨테이너부두 및 포스코 광양 제철소의 배후도시 역할과 행정, 교육, 문화, 금융, 주거 등 광양시 발전에 중추적인 역할을 담당하고 있다. 중마버스터미널이 소재해 있다.

## 행정 구역
- 중동
- 마동

## 유통
- 중마시장
- 광양시티프라자
- 홈플러스 광양점
- 광양수산물유통센터

## 기관
- 광양소방서
- 광양고용복지플러스센터
- 광양시장애인재능키움센터
- 광양공공도서관
- 광양세관
- 한국전력공사 광양지사
- 중마통합보건소
- 여수출입국외국인사무소 광양지소
- 국민건강보험공단 광양구례지사
- 중마지구대
- KT 광양지점
- 중마장난감도서관
- 광양우체국
- 광양시립 중마도서관
- 광양청년꿈터
- 광양시 청소년문화센터
- 광양시 환경사업소

## 주거
| 단지명                     | 건설사         | 시행사                        | 주소                  | 입주              | 비고     |
| -------------------------- | -------------- | ----------------------------- | --------------------- | ----------------- | -------- |
| 광양 마동주공              | 중흥건설       | 대한주택공사                  | 진등6길 31 (마동)     | 2007년 3월        | 국민임대 |
| 중마지구 호반리젠시빌      | ㈜리젠시빌건설 | ㈜리젠시빌건설                | 공영로 39 (중동)      | 2001년 3월        |          |
| 광양 와우지구 중흥S-클래스 | 중흥건설       | 중흥건설                      | 눈소10길 16 (마동)    | 2024년 10월       |          |
| 진아리채 중마 2차          | ㈜아이리스건설 | ㈜리채                        | 중마1길 21 (중동)     | 2017년 3월        |          |
| 덕진 광양의 봄 2차         | ㈜덕진건설     | ㈜덕진건설                    | 중마로 367 (마동)     | 2016년 9월        |          |
| 덕진 광양의 봄 3차         | ㈜덕진종합건설 | ㈜덕진종합건설                | 중마로 369 (마동)     | 2016년 9월        |          |
| 중마 영무예다음            | 영무산업개발㈜ | ㈜영무건설                    | 중마중앙로 273 (마동) | 2022년 3월        |          |
| 더샵 광양레이크센텀        | 포스코이앤씨   | 교보자산신탁㈜ ㈜한국자산개발 |                       | 2027년 1월 (예정) |          |
| 금광 1차                   | 금광기업㈜     | 금광기업㈜                    | 공영로 10 (중동)      | 1998년 9월        | 분양전환 |
| 금광블루빌                 | 금광기업㈜     | 한국토지신탁                  | 진등6길 11 (마동)     | 1999년 11월       |          |
| 광양 동문 디이스트         | 동문건설㈜     | 동문건설㈜                    | 눈소10길 58 (마동)    | 2023년 2월        |          |
| 광양 산이고운 마린파크     | 산이건설㈜     | ㈜온드림씨앤케이              | 항만10로 30 (중동)    | 2024년 7월        | 민간임대 |
| 성호 1차                   | 성호건설㈜     | 성호건설㈜                    | 광장로 112-20 (중동)  | 1998년 5월        |          |
| 성호 2차                   | 성호건설㈜     | 성호건설㈜                    | 광장로 70 (중동)      | 2003년 11월       |          |
| 성호 3차                   | 성호건설㈜     | 성호건설㈜                    | 광장로 84 (중동)      | 1999년 11월       |          |
| 중동태영 1차               | ㈜태영         | ㈜태영                        | 광장로 112-11 (중동)  | 1996년 11월       |          |
| 중동태영 2차               | ㈜태영         | ㈜태영                        | 광장로 120 (중동)     | 1998년 10월       |          |

## 교육
- 마동초등학교 (마동)
- 와우초등학교 (마동)
- 광양중앙초등학교 (중동)
- 광양백운초등학교 (중동)
- 중마초등학교 (중동)
- 중동초등학교 (중동)
- 중진초등학교 (중동)
- 마동중학교 (마동)
- 동광양중학교 (중동)
- 광양백운중학교 (중동)
- 광양중동중학교 (중동)
- 중마고등학교 (마동)
- 광양백운고등학교 (중동)
- 한국창의예술중학교 (마동)
- 한국창의예술고등학교 (마동)